# ماریا فاین
ماریا فاین (آلمانی: Maria Fein; ۷ آوریل ۱۸۹۲ – ۵ سپتامبر ۱۹۶۵) بازیگر تئاتر و بازیگر سینما اهل اتریش بود.
از فیلم‌ها یا برنامه‌های تلویزیونی که وی در آن نقش داشته‌است می‌توان به مرد درون آینه و توطئه در جنوا اشاره کرد.